# Full Moon Scimitar
Pour plus de détails, voir Fiche technique et Distribution.
Full Moon Scimitar (圓月彎刀 ; Yuan yue wan dao) est un film hongkongais réalisé par Chu Yuan et sorti en 1979.

## Histoire
Maître Liu Ruo-song, chef du Wu-Tang Clan, doit affronter les attaques d'un jeune présomptueux, Ding Peng, qui utilise une technique volée par son père pour semer le trouble dans le monde des arts martiaux.
Secondé par sa vertueuse épouse Ke Xiao, violée par Ding Peng, Maître Liu inflige une correction au freluquet, qui se réfugie dans les montagnes pour y cacher sa honte. Ce dernier, grâce à un pacte avec un démon femelle, Qing-qing, appartenant au "Clan Noir Maléfique", acquiert une arme à la puissance surnaturelle, le Cimeterre-de-la-Pleine-Lune éponyme (en réalité une sorte de grosse faucille), dont il profite pour revenir chercher vengeance. Défait sur le plan martial, Maître Liu doit alors faire appel à toute son astuce ainsi qu'à l'aide de son maître, l'Aigle Invincible, ennemi juré du Clan Noir Maléfique.

## Fiche technique
- Titre original : Full Moon Scimitar
- Réalisation : Chu Yuan
- Scénario : Chin Yu, d'après l'œuvre de Gu Long
- Direction des combats : Tang Chia, Huang Pei-chi
- Société de production : Shaw Brothers
- Pays d'origine : Hong Kong
- Langue originale : mandarin
- Format : Couleurs - 2,35:1 - Mono - 35 mm
- Genre : wuxiapian
- Durée : 94 min
- Date de sortie : 1979

## Distribution
- Ehr Tung-sheng : Ding Peng, un jeune combattant ambitieux
- Liza Wong : Qing-qing, une démone membre du Clan Noir Maléfique
- Wang Yun : Maître Liu Ruo-song, chef du Wudang clan
- Lin Chien-ming : Ke Xiao, épouse de Maître Liu
- Wang Lung-wei : l'Aigle Invincible, maître de Maître Liu
- Ku Kung Chung : maître Suen, une victime de Ding Peng
- Hsu Hsiao-chiang : Song Zhong dit "La-Mort-par-l'épée", un tueur à gages
- Ching Miao : chef du Clan Noir Maléfique
- Yuan Hua : Xie Xiao Feng, un justicier
- Yang Chih-ching : un homme prospère
- Yuen Wah : membre du Clan Noir Maléfique